# Andrejs
Andrejs ist ein lettischer  männlicher Vorname, abgeleitet von Andrei. 

## Namensträger
- Andrejs Cigaņiks (* 1997), lettischer Fußballspieler
- Andrejs Perepļotkins (* 1984), lettischer Fußballspieler
- Andrejs Rubins (1978–2022), lettischer Fußballspieler
- Andrejs Vlascenko (* 1974), deutscher Eiskunstläufer